# La Science des personnes de cour, d'épée et de robe

La Science des personnes de cour, d'épée et de robe est une encyclopédie éditée à Paris, où paraît sa première édition en deux volumes in-8° chez J. de Nully en 1706. Elle est aussitôt reprise à Amsterdam par François L'Honoré puis Chatelain, et connut ainsi plusieurs éditions à partir de 1707. Cet ouvrage de référence, synthétique, qui représentait les connaissances de l'époque rencontra un vif succès. L'ouvrage est dédié au prince d'Orange et de Nassau.
Ses rédacteurs successifs furent monsieur De Chevigny et Henri Philippe de Limiers. Pierre Massuet se charge d'une Suite à partir de 1752.

## Éditions

### Monsieur De Chevigny
- La Science des personnes de la cour, de l'épée et de la robe, par demandes et par réponses... par le sieur de Chevigny, Paris : J. de Nully, 1706.

Nouvelle édition (i.e. 2e édition), Amsterdam, chez François L'Honoré, 1707, augmentée de plusieurs cartes de M. de Lisle de l'Académie des sciences.
- tome premier

3e édition, à Amsterdam, chez les Frères Chatelain, près de la Maison de Ville, 1710
- tome premier
- tome second

### H. P. de Limiers
5e édition, Amsterdam, chez l'Honoré & Chatelain, 1717
- tome second

6e édition, chez l'Honoré & Chatelain, 1723
- tome quatrième

7e édition, Amsterdam, chez Zacharie Chatelain, 1729.
- tome premier.

### Pierre Massuet
Suite de La science des personnes de cour, d'épée et de robe contenans les élémens de la philosophie moderne, Amsterdam, Z. Chatelain et fils, 1752.
- Tome premier
- Tome second

- Tome septième, partie 1
- Tome septième, partie 2
- Tome septième, suite de la partie 2

Édition de 1757
- Tome premier

### Éditions étrangères
- La scienza delle personne (...), nella stamperia Baglioni, Venise, 1720, traduction du français par Selvaggio Canturani. Tome 4 en ligne.